# Alexandre Rousselet
Pour les articles homonymes, voir Rousselet.
Alexandre Rousselet, né le 29 janvier 1977 à Pontarlier (Doubs), est un skieur de fond français. Il participe aux Jeux olympiques d'hiver de 2006, à Turin après avoir pris part aux Jeux olympiques d'hiver de 2002 à Salt Lake City. 

## Biographie
Pour sa première participation aux jeux olympiques, lors des épreuves de fond des Jeux olympiques de 2002, il termine 47e du 30 km libre puis 35e de la poursuite. En 2006, il participe à ses deuxièmes jeux, lors des jeux de Turin. Il dispute la poursuite 2x15 km, où il termine 27e, le 15 km classique (19e), le relais où la France termine au quatrième rang et le 50 km mass start (26e),.

## Palmarès
- Coupe du monde
  - Meilleure performance sur des épreuves individuelles de la Coupe du monde : 8e
  - 1 victoire en relais à La Clusaz en 2005
- Autres
  - Vainqueur de la Transjurassienne 2004